# Ašoka Veliki
Ašoka (304. pr. Kr. – 232. pr. Kr.) bio je indijski vladar 
Maurijskog Carstva. Vladao je carstvom koje se rasprostiralo na gotovo cijelom indijskom potkontinentom, a obuhvaćalo je prostor današnje Indije, Pakistana, Afganistana i Bangladeša. Ašoka je bio unuk prvog vladara Maurijskog carstva Čandragupta Maurya.